# 孫原貞
孫原貞（?—?），名禹，字原貞，以字行。

## 生平
永樂十三年（1415年）進士，授司部主事，历郎中。正统初年，以荐擢河南右参政，再迁浙江布政使。後來擔任兵部左侍郎，镇守浙江，景泰三年六月進兵部尚书，是年十二月調福建。不久又回到浙江。英宗復位後罷歸。

## 著作
有《岁寒集》。

## 延伸阅读
[在维基数据编辑]
 《明史卷一百七十二》，出自《明史》